# Jakob Schönenberger

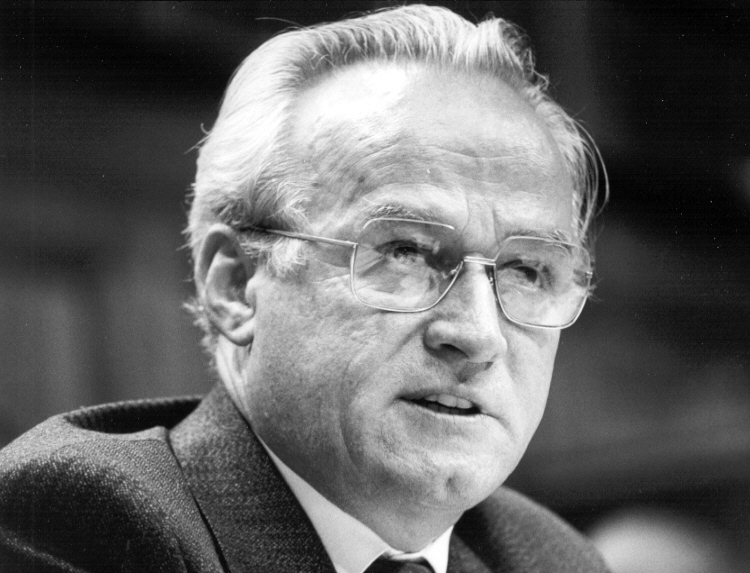
Jakob Schönenberger (1988)

Jakob Schönenberger (* 2. Oktober 1931 in Kirchberg; † 1. August 2018; heimatberechtigt in Kirchberg) war ein Schweizer Politiker (CVP).

## Leben
Schönenberger studierte nach seiner Matura an der Stiftsschule im Kloster Einsiedeln Rechtswissenschaft an der Universität Freiburg. Im Jahr 1959 machte er das St. Galler Anwaltspatent. 1960 wurde er mit der Dissertation Die „st. gallische Handänderungssteuer“ in Freiburg zum Dr. iur. promoviert. Von 1964 bis 1974 war er Vizepräsident des Bezirksgerichtes Alttoggenburg. Von 1966 bis 1976 war er Mitglied der Steuerrekurskommission und des Versicherungsgerichts des Kantons St. Gallen. Seit 1983 war er Mitglied der Zollexpertenkommission. Ab 1977 war er als Rechtsanwalt in Wil selbständig tätig.
Von 1961 bis 1976 war Schönenberger Gemeindeammann in Kirchberg und von 1968 bis 1980 für die CVP im St. Galler Grossrat. Von 1979 bis 1991 sass er im Ständerat. Als Oberst war er Präsident des Divisionsgerichts 7. Er setzte sich unter anderem für finanzpolitische Fragen ein. So war er unter anderem bereits von 1964 bis 1972 Präsident des Verwaltungsrats der Spar- und Leihkasse Kirchberg sowie von 1972 bis 1976 Vizepräsident und 1976 bis 1999 Präsident der Bankkommission der St. Galler Kantonalbank. Von 1978 bis 1996 amtierte er als Präsident des Verbandes der Schweizer Bekleidungsindustrie, von 1985 bis 1999 Mitglied des Bankrats der Schweizerischen Nationalbank, welchen er von 1993 bis 1999 präsidierte, und von 1985 bis 2000 Verwaltungsrat der Versicherung Helvetia. Von 1996 bis 2000 war er Mitglied des Verwaltungsrats der Helvetia Patria Holding.
Schönenberger war ab 1961 mit Josy geb. Bichler verheiratet. Aus der Ehe stammen vier Kinder, darunter Andrea Gmür-Schönenberger, die ebenfalls CVP-Politikerin wurde, Nationalrätin und später Ständerätin. Er war seit Studientagen Mitglied der AKV Alemannia des katholischen Schweizerischen Studentenvereins (SchwStV) an der Universität Freiburg.